# Percy Smith (etnologo)

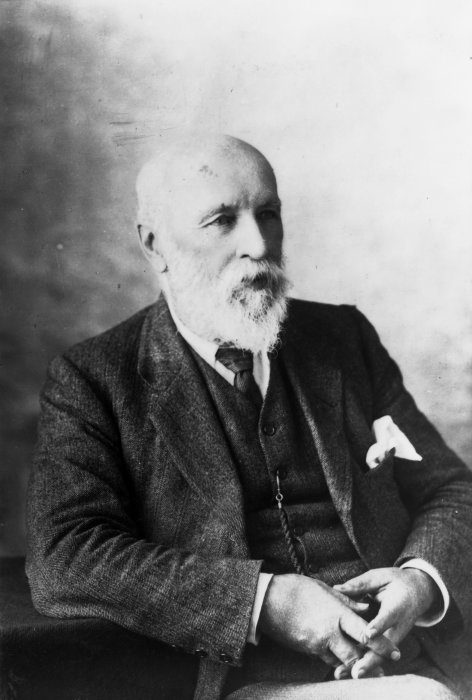
Stephenson Percy Smith (~1908).

Stephenson Percy Smith (Beccles, 11 giugno 1840 – New Plymouth, 19 aprile 1922) è stato un topografo ed etnologo neozelandese fondatore della Polynesian Society.

## Biografia

### Primi anni e la carriera da topografo

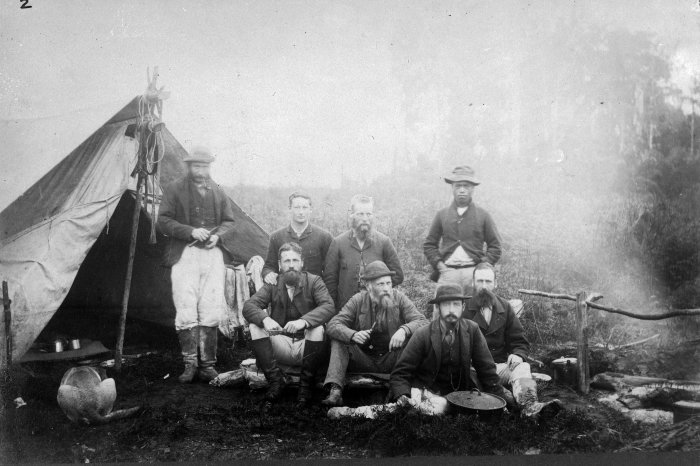
Stephenson Percy Smith e la spedizione di rilevamento in un bivacco ai piedi del monte Tarawera dopo l'eruzione del 1886.

Percy Smith (nome col quale era conosciuto) nacque a Beccles, nel Suffolk, figlio maggiore di Hannah Hursthouse e di John Stephenson Smith, un commerciante di legname e mais che in seguito divenne funzionario. Smith emigrò in Nuova Zelanda con la sua famiglia nel febbraio del 1850. Il piccolo Percy frequentò la scuola a New Plymouth e successivamente a Omata. Nel 1854 smise di frequentare le classi per partecipare alle attività agricole nella fattoria di famiglia. Interessato al mondo della natura, Percy Smith prese presto lezioni di disegno da John Gully, un pittore paesaggista. Nel 1855, a 14 anni, entrò a far parte del dipartimento provinciale per il rilevamento, aiutando a cartografare la regione intorno a New Plymouth, trascorrendo lunghi periodi nella natura selvaggia e entrando in frequente contatto con la popolazione Maori. Dopo due anni di formazione, venne nominato assistente topografo. Mentre era ancora adolescente, si lanciò in una serie di spedizioni, unendosi per esempio ad un gruppo che scalò il monte Taranaki nel 1857 e intraprendendo un lungo viaggio nel 1858 lungo il fiume Mōkau fino alla regione di Taupo, visitando i laghi Rotomahana e Tarawera, la regione del Tongariro e del Ruapehu, per poi tornare passando da Rangitikei e Wanganui. Questa spedizione di oltre 1000 chilometri fu percorsa da Smith a piedi, a cavallo e in canoa.
Durante il suo servizio nella milizia locale, Smith fu anche testimone diretto del conflitto che portò alle guerre Taranaki. Nel marzo 1858, partecipò ai combattimenti a Waitara, anche se il suo ruolo era unicamente logistico. Nel 1859, fu trasferito nel distretto di Auckland, dove lavorò con il Dipartimento per l'Acquisto dei Terreni: le terre recentemente acquisite dal governo neozelandese nella regione di Kaipara e nel Nord Wairoa dovevano infatti essere mappate e Smith ne effettuò i rilevamenti. Nell'aprile del 1860 gli fu ordinato di tornare immediatamente a Kaipara; si temeva un attacco di Auckland da parte delle tribù Waikato e Smith doveva fare da interprete e intermediario per persuadere i Ngāti Whātua a dare man forte nella difesa. Smith fu quindi impiegato nel delineare i confini a Coromandel e nel rilevamento degli insediamenti militari nel Waikato.
Smith sposò Mary Anne Crompton il 23 aprile 1863. La coppia rimase ad Auckland fino al 1865, quando lui venne trasferito di nuovo a Taranaki come topografo del distretto. Lì, si dedicò principalmente al rilevamento delle terre confiscate dai Maori. Nel decennio successivo, esplorò e mappò territori in varie parti della Nuova Zelanda. Nel 1868 stava intraprendendo un'agrimensura sull'isola Pitt, quando il leader maori Te Kooti fuggì dall'esilio sulle isole abbordando la scuna Rifleman.
Smith fu nominato primo geografo e capo topografo del distretto provinciale di Auckland nel 1877 e topografo generale assistente nel 1882. Nel 1880 stese i piani per il nuovo abitato di Rotorua, nei pressi del quale una devastante eruzione ebbe luogo sei anni dopo. Immediatamente dopo l'eruzione del monte Tarawera del 1886, Smith si recò nella regione colpita per effettuare rilevamenti e riportò le sue scoperte ne L'eruzione di Tarawera (1886). Smith riferì allora che le allora famose Terrazze Rosa e Bianche non poterono essere individuate per l'assenza di un sondaggio pre-eruzione. Nel 2017, dei ricercatori che fecero uso di un sondaggio dimenticato del 1859 ipotizzarono la localizzazione delle Terrazze Rosa e Bianche.
Nel 1887, Smith si unì ad una spedizione nelle Isole Kermadec per confermarne il possesso da parte della Nuova Zelanda, ne seguì la pubblicazione del racconto del viaggio nel libro The Kermadec Islands: Their Capabilities and Extent (1887). La sua carriera di topografo raggiunse l'apice quando fu nominato topografo-generale della Nuova Zelanda nel gennaio 1889.

### I lavori da etnologo
Nel corso delle sue spedizioni topografiche, Smith approfittò di ogni opportunità per raccogliere informazioni sulla storia e la cultura tradizionale dei Māori: questo materiale avrebbe successivamente costituito la base per il suo lavoro sulla Polinesia e sulla storia del popolo Māori. Solo quando si congedò dal servizio civile fu in grado di dedicarsi pienamente a questi studi. Studioso riconosciuto della lingua māori, Percy Smith era considerato dai suoi contemporanei come una delle principali autorità Pākeha sulla storia e le tradizioni Māori. Per creare un riferimento per la ricerca etnologica neozelandese, nel gennaio 1892 convocò un incontro a Wellington per fondare la Polynesian Society, diventando il suo primo segretario e tesoriere. Fu anche il primo direttore del Journal of the Polynesian Society, insieme a Edward Tregear. Smith sarebbe stato il principale collaboratore del Journal fino alla sua morte, 30 anni dopo.
Nel 1897, intraprese un viaggio di sei mesi nel Pacifico, promuovendo la Polynesian Society e raccogliendo materiale sulla storia dei polinesiani. Approfittò del viaggio per accedere a numerosi manoscritti a Rarotonga e in altri luoghi. Il tour del Pacifico segnò una svolta nella carriera di Smith e nello sviluppo della tesi che stava elaborando. Grazie ai manoscritti raccolti in Polinesia e ad altre fonti neozelandesi, Smith costruì un'elaborata storia dei polinesiani, di cui presumeva un'origine ariana e un'emigrazione dall'India. La storia venne originariamente pubblicata nei volumi 7 e 8 (1898-1899) del Journal of the Polynesian Society (Walker et al. 2000: viii-ix). Questo studio è stato ripubblicato in forma di libro col titolo di Hawaiki, the Original Home of the Maori (1921), in seguito ristampato in diverse edizioni. Hawaiki ebbe un enorme impatto sulla visione popolare della storia dei Maori, diventando la versione storiografica ufficiale fino a tempi relativamente recenti, quando la sua autenticità venne contesa negli scritti di David Simmons (1976) e M.P.K. Sorrenson (1979).

### Ultimi anni
Smith si ritirò nell'ottobre 1900 e da quel momento si dedicò sempre più alle sue ricerche, sebbene nel 1902 venne nominato Residente del Governo dell'isola di Niue dopo l'annessione alla Nuova Zelanda. Trascorse cinque mesi a Niue, organizzando l'amministrazione e il sistema legale e redigendo la costituzione. Nel mentre, raccoglieva materiale sull'etnologia e sul linguaggio dell'isola per altre due sue pubblicazioni. Nel 1904 pubblicò uno dei suoi studi più duraturi: The Wars of the Northern Against the Southern Tribes (Le guerre del Nord contro le tribù meridionali), che fu ripubblicato in un'edizione rivista come The Maori Wars of the Nineteenth Century (Le guerre Maori del diciannovesimo secolo).
Pochi anni dopo, Smith pubblicò History and Traditions of the Maoris of the West Coast, North Island (1910), uno studio monumentale sulla storia tradizionale delle regioni che meglio conosceva.
Morì nella sua casa di New Plymouth, il 19 aprile 1922.

## Teoria della "Grande Flotta"
Percy Smith credeva che le tradizioni polinesiane, pur essendo imperfette nei dettagli, mantenessero elementi di verità che potevano essere recuperati con una metodologia già consolidata negli studi delle tradizioni hawaiane da Abraham Fornander (1878-1885). Questo metodo ricercava elementi comuni in tradizioni provenienti da fonti diverse, e li metteva in relazione con le genealogie per dare un quadro temporale agli eventi. Fornander, Smith e altri hanno usato questo sistema per ricostruire le migrazioni dei polinesiani, risalendo a una presunta patria ancestrale in India.
Smith ne ricavò l'ipotesi della "Grande Flotta". Attraverso un esame delle genealogie di varie tribù, elaborò una serie di date precise per una migrazione in Polinesia con delle lunghe canoe – la Grande Flotta, appunto – e per le esplorazioni che lui ed altri hanno indicato come preparazioni alla partenza della flotta.
La cronologia della popolazione della Nuova Zelanda si sviluppò, secondo la teoria della Grande Flotta, lungo la seguente cronologia:
- 750: l'esploratore polinesiano Kupe scopre la Nuova Zelanda.
- 1000–1100: gli esploratori polinesiani Toi e Whātonga visitano la Nuova Zelanda, che trovano abitata dai primitivi Moriori, un popolo nomade di cacciatori-raccoglitori.
- 1350: una grande flotta di sette canoe – Aotea, Kurahaupō, Mātaatua, Tainui, Tokomaru, Te Arawa e Tākitimu – lasciano contemporaneamente la regione di Tahiti, portando i Māori in Nuova Zelanda. Questa nuova popolazione, avanzata e guerriera, spazzò via i Moriori.

Questa teoria, che si iscrive in una più vasta teoria che prevede un'origine comune ariana dei Māori e dei Pākehā, nutrì una visione razzista che giustificava la colonizzazione: i nuovi coloni europei assumevano il ruolo di padri fondatori di un nuovo paese, seguendo la stessa legge naturale che aveva favorito i più civilizzati Māori contro i primitivi Moriori.

## Eredità
Il valore del contributo di Smith, valutato positivamente senza riserve alla sua morte, è in qualche modo cambiato negli ultimi decenni del XX secolo.
La biografia di Smith, pubblicata per la prima volta nel 1993, nel Dizionario Biografico della Nuova Zelanda è già più critica rispetto alla versione pubblicata nel 1966 ne The Encyclopaedia of New Zealand, affermando che "In alcune aree, in particolare il resoconto delle origini dei Maori e del loro arrivo in Nuova Zelanda, l'interpretazione di Smith non è sopravvissuta al vaglio di successive ricerche storiche e archeologiche".
Con il nuovo secolo, il giudizio su Smith cambia ulteriormente. Lo storico Rāwiri Taonui, nel 2006 accusa Smith di falsificazione. Scrive che la teoria della Grande Flotta elaborata da Smith fu il risultato di una collaborazione con lo studioso māori Hoani Te Whatahoro Jury: Smith ottenne descrizioni di luoghi su Rarotonga e Tahiti durante il tour del 1897, mentre Jury gli fornì informazioni sulle canoe māori in Nuova Zelanda; quindi Smith creò nuovo materiale, combinando tradizioni orali diverse in nuove leggende. Finalmente il loro lavoro è stato pubblicato in due libri, in cui Jury e Smith, secondo Taonui, hanno erroneamente attribuito gran parte delle loro informazioni a due tohunga (mistici e guaritori māori) del XIX secolo, Moihi Te Mātorohanga e Nēpia Pōhūhū.